# دوري سنغافورة للمحترفين 1996
دوري سنغافورة للمحترفين 1996 (بالإنجليزية: 1996 S.League)‏ هو الموسم 64 من دوري سنغافورة للمحترفين. كان عدد الأندية المشاركة فيه 8، وفاز فيه نادي غيلانغ إنترناشونال.